# Исламгулов, Ильдар Галеевич
Ильдар Галеевич Исламгулов (род. 2 января 1969, Уфа) — советский и российский режиссёр театра и кино, сценарист и продюсер.

## Биография
В 1995 году окончил Уфимский институт искусств (режиссёрский факультет, курс Р. В. Исрафилова) на специальность режиссура драмы.
В 1997 году окончил ВГИК (курс Б. Б. Мансурова и В. З. Довганя) по специальности режиссёр игрового фильма.
В 1997—1998 годах работает в продюсерской компании «Слово», в 2000—2013 годах работает в киностудии «Радуга». В 2007 году — компания «Первый канал (Россия)». С 2014 года работает режиссёром "Кинокомпания "Глория пикчерс".

## Режиссёрские работы в театре
- «Саломея» по пьесе О. Уайльда (дипломный) в Уфимском театре юного зрителя.
- «Недоразумение» по пьесе А. Камю в Башкирском Академическом театре драмы.

## Фильмография

### Режиссёр
- 1996 — «Две далёкие-близкие зимы»
- 2001 — «Условный рефлекс»
- 2003 — «18 лун»
- 2004 — «Шутка ангела»
- 2005 — «Коси и забивай»
- 2008 - Принцесса цирка (телесериал)
- 2011 — «Любовь из прошлого»

### Сценарист
- 2001 — «Условный рефлекс»
- 2003 — «18 лун»
- 2005 — «Коси и забивай»

### Продюсер
- 2001 — «Условный рефлекс»
- 2003 — «18 лун»
- 2004 — «Шутка ангела»
- 2005 — «Коси и забивай»